# Église Saint-Martin de Vert
L'église Saint-Martin est une église catholique située à Vert, en France.

## Localisation
L'église est située dans le département français des Yvelines, sur la commune de Vert.

## Description
Le plan comporte une seule nef. Son clocher massif, de section carrée, est inclus dans la façade à couverture d'ardoises à quatre pans. Un cadran solaire peint sur la chaux, datant de 1897, orne la façade sud du clocher.

## Historique
Une église se trouvait au lieu-dit la Côte Bohard. Un nouvel édifice en pierre fut alors construit en 1688 par les moines du prieuré de Gassicourt, et n'était qu'une simple chapelle. Des vestiges de l'ancien bâtiment ont été réemployés au moulin de la commune.
Un des premiers curés de cette église fut Jean de Chèvremont qui, au XVIIe siècle, écrivit une histoire de Mantes.

## Mobilier
La façade présente deux niches où sont placées une «Vierge à l’enfant » datant du début du XIVe siècle, et une représentation de la communion de sainte Avoie, remontant à la première moitié du XVIe siècle.
À l'intérieur, un retable en bas-relief scellé au-dessus de la porte d'entrée représente la Crucifixion, et pourrait dater de la fin du XVe siècle.